# HD135728
HD135728 — хімічно пекулярна зоря спектрального класу A2, що має видиму зоряну величину в смузі V приблизно  8,6.
Вона  розташована на відстані близько 851,6 світлових років від Сонця.

## Пекулярний хімічний склад
Зоряна атмосфера HD135728 має підвищений вміст 
Cr
.